# 지요타촌
지요타촌(千代田村)은 야마나시현 니시야마나시군에 있던 촌이다. 현재의 고후시 중심부의 북쪽에 해당한다.

## 역사
- 1875년 6월 - 야마나시군 3개 촌이 합병해 지요타촌이 성립하였다.
- 1878년 7월 22일 - 군구정촌편직법에 의해, 지요타촌은 니시야마나시군에 소속되었다.
- 1889년 7월 1일 - 정촌제 시행에 의해 지요타촌이 단독으로 지자체를 형성하였다.
- 1954년 10월 17일 - 고후시에 편입해, 동일 지요타촌은 폐지되었다.

## 참고문헌
- 角川日本地名大辞典 19 山梨県